# ري غلال (مازو)
ري غلال (بالفارسية: ری‌گلال) هي قرية تقع في قسم مازو الريفي، بمقاطعة أنديمشك التابعة لمحافظة خوزستان، إيران. يقدر عدد سكانها بـ 45 نسمة حسب الإحصاء السكاني الذي تمّ في عام 2006.